# Bad Company (musikalbum)
Bad Company är det brittiska rockbandet Bad Companys självbetitlade debutalbum, utgivet i juni 1974. Albumet med sitt lite råa sound blev en stor succé, och ett av de bäst säljande albumen 1974. "Can't Get Enough" blev den mest framgångsrika singeln från albumet.

## Låtlista
| Nr | Titel             | Kompositör      | Längd |
| -- | ----------------- | --------------- | ----- |
| 1. | Can't Get Enough  | Ralphs          | 4:10  |
| 2. | Rock Steady       | Rodgers         | 3:46  |
| 3. | Ready for Love    | Ralphs          | 5:00  |
| 4. | Don't Let Me Down | Ralphs, Rodgers | 4:18  |
| 5. | Bad Company       | Krike, Rodgers  | 4:50  |
| 6. | The Way I Choose  | Rodgers         | 5:05  |
| 7. | Movin' On         | Ralphs          | 3:20  |
| 8. | Seagull           | Ralphs, Rodgers | 4:06  |

## Medverkande
- Paul Rodgers – sång, piano, gitarr
- Mick Ralphs – gitarr, keyboard
- Boz Burrell – elbas
- Simon Kirke – trummor

### Övriga medverkande
- Mel Collins – saxofon
- Sue Glover – kör
- Sunny Leslie – kör

## Listplaceringar
| Plac. | Land           |
| ----- | -------------- |
| 1     | USA            |
| 3     | Storbritannien |
| 17    | Norge          |